# Fotino
Fotino (m. 376) foi um heresiarca cristão e um bispo de Sirmio, na província romana da Panônia, notório por negar a encarnação de Cristo. Na literatura posterior, seu nome se tornou sinônimo de alguém que afirme que Cristo não era Deus.

## Vida
Fotino cresceu em Ancira, na província da Galácia, onde ele foi um estudante e diácono do bispo Marcelo de Ancira. Marcelo, no final de sua vida um ardoroso oponente do arianismo, foi deposto em 336 e reinstalado posteriormente pelo Concílio de Sárdica em 343, que também instalou Fotino como bispo de Sirmio. Em 344, o Concílio de Antioquia derrubou novamente Marcelo e aprovou o Macrostich, um credo que listava suas crenças e objeções às doutrinas de Marcelo (entre outros). R.P.C. Hanson (1973) descreveu a cristologia de Fotino como consistente com os ensinamentos iniciais de Marcelo entre 340-350.
Ele retornou à sua sé durante o reinado de Juliano, o Apóstata, mas foi exilado novamente por Valentiniano I, de acordo com Jerônimo (em De Viris Illustribus, cap. 107). Ele se assentou na sua província nativa da Galácia e sua doutrina, o "focinianismo", morreu no ocidente. No tempo de Agostinho, um "fociniano" era qualquer um que acreditasse que Cristo era apenas um homem.

## Sistema teológico
Ao mesmo tempo Fotino declarou seu próprio sistema teológico, que afirmava que Jesus não era divino e que o Logos não existia antes da concepção de Jesus. Para Fotino, o Logos era simplesmente um aspecto de um Deus monoteísta, portanto ele negava a pré-existência de Cristo e via teofanias no Antigo Testamento como sendo do Pai e o Antigo de dias (como em «Eu estava olhando até que foram postos uns tronos, e um que era antigo de dias se assentou;» (Daniel 7:9)) seria apenas uma predição.
O historiador da Igreja Sócrates Escolástico identificou as crenças de Fotino com as de Sabélio, Paulo de Samósata e Marcelo de Ancira. Ambrósio de Alexandria, entre os muitos que acusaram Fotino de reduzir Cristo a um homem adotado por deus, ou seja, a união entre o Logos e o homem seria uma de inspiração e concordância moral apenas. Ambrósio diz ainda que dois dos textos favoritos de Fotino eram «Pois só há um Deus e só há um mediador entre Deus e os homens, Cristo Jesus homem» (I Timóteo 2:5) e «mas agora procurais tirar-me a vida, a mim que vos tenho falado a verdade que ouvi de Deus» (João 8:40) e é fácil ver o por quê.
Sínodos realizados em 345 e 347 excomungaram Fotino, mas ele permaneceu como bispo por causa do apoio popular. Um sínodo em Sirmio foi realizado e Hilário de Poitiers cita algumas de suas proposições arianas.
Fotino então apelou ao imperador romano Constâncio II. Em outro sínodo em Sirmio em 351, Fotino argumentou com o semi-ariano Basílio de Ancira e Fotino foi deposto sob acusações de sabelianismo e adocionismo. Ele foi anatemizado e enviado ao exílio, onde ele escreveu diversas obras teológicas.
Ele recebeu uma carta de aprovação de Juliano, o Apóstata em 362 que acusava Diodoro de Tarso, então engajado em combater as tentativas de Juliano de descristianizar o império, e que assim começava:
| “ | Oh Fotino! Você de qualquer forma parece defender o que provavelmente a verdade, e chegou mais perto de ser salvo, e faz bem em acreditar que aquele que se propõe um deus não poderia de forma nenhuma ter nascido de um útero. Mas Diodoro, um padre charlatão dos nazarenos, quando ele tenta provar aquela teoria sem sentido sobre um útero através de artifícios e malabarismos, é claramente um esperto sofista daquela crença dos caipiras. | ” |
|   | — Cartas, Juliano, o Apóstata. |   |

O comentário de Ambrosiastro, na geração seguinte, é desta carta e diz que Fotino 'por não considerar Cristo como Deus alegando que ele nasceu, parece sábio aos mundanos'
Em mais ou menos 365, uma carta de Papa Libério, bispo de Roma, a diversos bispos macedonianos lista Fotino entre eles
Dentre todas as críticas de Fotino, é incrível que nenhum dos seus contemporâneos tenha acusado-o de negar o nascimento virginal de Jesus. Mesmo Vigílio de Tapso, no século VI, não o acusa disto.